# کلیف سوتر
 کلیف سوتر (انگلیسی: Cliff Sutter؛ زاده ۳۱ اوت ۱۹۱۰ درگذشته ) یک تنیس‌باز اهل ایالات متحده آمریکا بود.